# دييغو هرنانديز
دييغو هرنانديز هو لاعب كرة قدم أوروغواياني، ولد في 22 يونيو 2000.